# Seznam španskih dirigentov
Seznam španskih dirigentov.

## B
- Rafael Frühbeck de Burgos

## C
- Pablo Casals
- Jesús López Cobos

## D
- Placido Domingo

## F
- Enrique Fernández Arbós (1863–1939)

## G
- Manuel Galduf
- Ana García-Siñeriz
- Gustavo Gimeno

## H
- Pedro Halffter

## I
- José Iturbi

## M
- Juanjo Mena

## S
- Jordi Savall i Bernadet

## T
- Arturo Tamayo Ballesteros (1946)